# إعلان أسيان
إعلان أسيان أو إعلان بانكوك هو وثيقة تأسيسية لرابطة دول جنوب شرق آسيا. تم التوقيع عليه في بانكوك يوم 8 أغسطس 1967 من قبل الأعضاء المؤسسين الخمسة للاسيان وهم: إندونيسيا، ماليزيا، الفلبين، سنغافورة، تايلاند، كردة فعل ضد التوسع الشيوعي في فيتنام وإعلان الخطر الذي يداهم هذه الدول جراء الهجوم الشيوعي باتجاه حدودهم. ينص الإعلان على المبادئ الأساسية للاسيان وهي: التعاون والصداقة وعدم التدخل في شؤون الغير. يتم الاحتفال بيوم 8 أغسطس كيوم الآسيان.

## قضايا الرابطة

### الشيوعية
قبل الإعلان كافحت دول جنوب شرق آسيا الخمس لاحتواء التأثير الشيوعي. في ذلك الوقت سعت الحكومة الفلبينية لمنح العفو لمقاتلي الهوكالاهاب السابقين، والذين قاموا بنزاع مسلح في لوزون خلال الخمسينات من القرن العشرين، ما أدى إلى انهيار الحكومة المركزية. انتهى الصراع بين الجيش الإندونيسي والحزب الشيوعي الإندونيسي ذي النفوذ المتزايد في أواخر عام 1965 بانتقال لاحق إلى «النظام الجديد» لسوهارتو الذي كان معاديًا للشيوعية على النقيض من الرئيس السابق، كانت إدارة سوكارنو شديدة العداء للشيوعية. كان اتحاد مالايا مشغول بمحاربة الشيوعيين خلال عملية الطوارئ المالايوية.
أدت الشيوعية إلى فكرة دمج اتحاد مالايا وساراواك وسنغافورة وشمال بورنيو في كيان واحد، كان هذا الاتحاد يهدف للقضاء على إمكانية وقوع سنغافورة في الشيوعية. وقد تحقق ذلك بإنشاء الاتحاد الحديث لماليزيا. غادرت سنغافورة الاتحاد في عام 1965 بسبب الاختلافات الإيديولوجية فيما يتعلق بكيفية حكم الاتحاد، لكنها بقيت مجتمعًا ديمقراطيًا رأسماليًا له علاقات وثيقة مع جيرانه الجدد.

### التوترات بين الجيران
أحد المسائل المتصلة بالآسيان كان تشكيل ماليزيا. في عام 1961 أعلن رئيس الوزراء الملايو تونكو عبد الرحمن عن اقتراح لإنشاء اتحاد جديد يسمى ماليزيا. عارضت إندونيسيا والفلبين ذلك لأن إندونيسيا تعتقد أن التشكيل الجديد هو شكل من أشكال الاستعمار الجديد بينما طالبت الفلبين بشمال بورنيو (صباح) كجزء من أراضيها.
لنزع فتيل التوتر تم تشكيل كونفدرالية غير سياسية تسمى مابهيلندو. غير أن هذا التشكيل لم يكن ناجحًا نظرًا لوجود تصور بأن مابيلليندو تشكل خطوة لتأخير أو منع تكوين ماليزيا. على الرغم من المعارضة تم تشكيل ماليزيا في عام 1963، وقد أدى ذلك إلى المواجهة بين إندونيسيا وماليزيا. جمدت الفلبين العلاقات الدبلوماسية مع ماليزيا، مما تسبب في استمرار قطع العلاقات بين البلدين إلى حين تشكيل رابطة دول جنوب شرق آسيا (آسيان).
يعتقد العلماء أن تشكيل الآسيان منع الأعمال العدائية بين دول جنوب شرق آسيا.